# Бухали, Ларби
Ларби Бухали (араб. العربي بوهالي‎);
15 марта 1912, Эль-Кантара  - после 1962)  — деятель рабочего и коммунистического движения Алжира.

## Биография
Родился в семье рабочего-железнодорожника. Трудовую деятельность начал в 1930 году в качестве служащего. Член Французской коммунистической партии с 1934 года. В том же году отправился в Москву (СССР), где 9 месяцев проходил политическую подготовку . В 1936 году участвовал в съезде, на котором была создана Алжирская коммунистическая партия. В 1939 году был назначен секретарем организации, призванной помогать жертвам колониальных репрессий.
В 1943-1945 годах руководил работой парторганизации в департаменте Константина. С 1943 года - член Политбюро и секретариата ЦК АКП.  С 1947 по 1949 год — Генеральный секретарь подпольного ЦК Алжирской коммунистической партии. В 1947—1964 годах — Первый секретарь ЦК Алжирской коммунистической партии, сменил на этом посту Амара Узегана.
Неоднократно подвергался преследованиям со стороны французских колониальных властей. С 1940 по 1943 год по приговору военного трибунала Франции находился в концлагере Джониен Бу Резк (Алжир). В начале Войны за независимость Алжира срывался во Франции. В сентября 1955 г., после того как Алжирская коммунистическая партия была запрещена , переехал в Чехословакию. В 1962 году, когда Алжир провозгласил независимость, несколько месяцев жил в ГДР.
Возглавлял делегации АКП на XIX, XXI и XXII съездах КПСС и на Московских совещаниях представителей коммунистических и рабочих партий и 1957 и 1960 годах.